# 兵部大輔大村益次郎卿殉難報國之碑

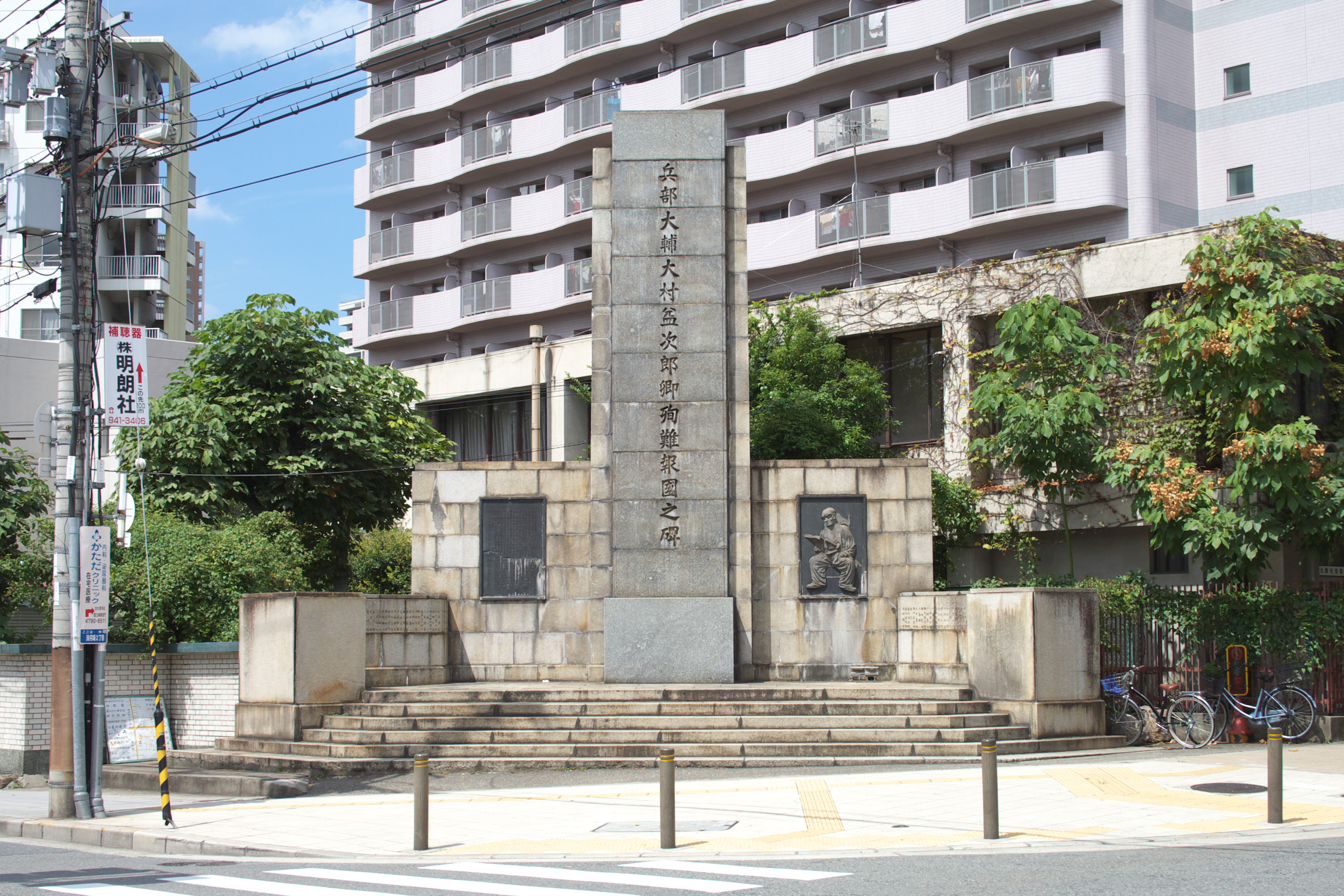
兵部大輔大村益次郎卿殉難報國之碑

兵部大輔大村益次郎卿殉難報国の碑（ひょうぶだいふおおむらますじろうきょうじゅんなんほうこくのひ、旧字体：兵部大輔大村益󠄁次󠄁郞卿殉難󠄀報國之碑）は、大阪府大阪市中央区法円坂2丁目1-23にある石碑。

## 概要
上町筋における上町交差点の北西角地に位置し、国立病院機構大阪医療センターに隣接する。昭和15年（1940年）11月に建立。

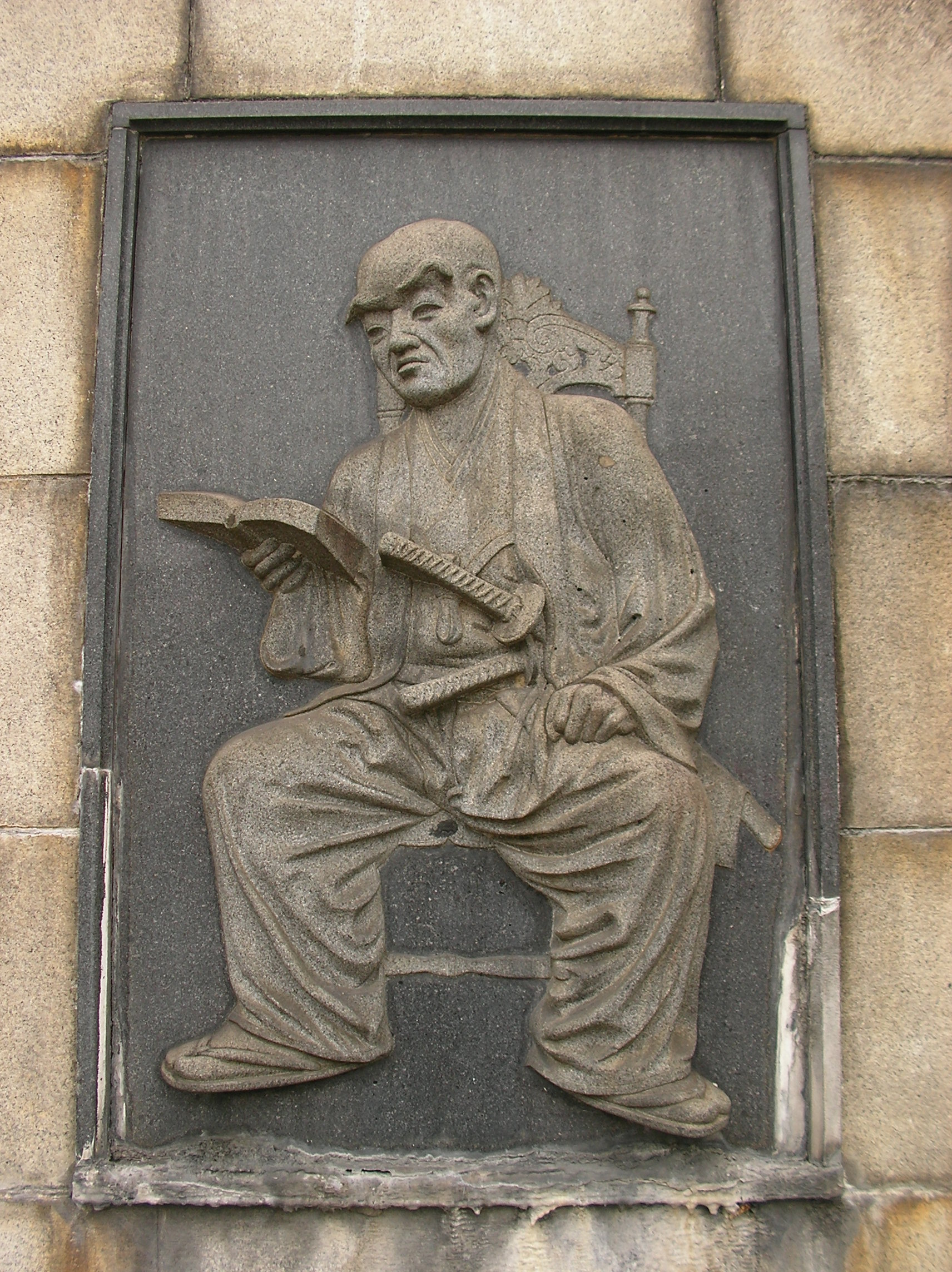
右側のレリーフ

大村益次郎（おおむら ますじろう、 文政8年5月3日（1825年6月18日）- 明治2年11月5日（1869年12月7日）が明治2年9月4日、軍事視察で京阪地域を訪問中、京都三条木屋町の旅宿で会食中に、刺客に襲われ、重傷を負い、当時の浪華仮病院（現在の大阪医療センター）に入院、右大腿部を切断する手術がなされた。
その後、切断部より敗血症となり、容態が急変し、死去した。
紀元2600年の節目にあたる昭和15年に、大村益次郎の殉難と、生前なしてきた国民皆兵など、近代日本兵制の整備の功績、その後、病床で疼痛に苦しみながら国家を案じ、説いていた姿を顕彰する、として、政財界や陸海軍幹部、関西を中心にした名士が、数多く賛同し、大村卿遺徳顕彰會が結成され、終焉の地として建立された。
中央に約12メートルの石碑がそびえ、左側には銘文が埋め込まれ、右側には、大村益次郎が刀をさし、和装でありながら西洋風の襦袢を穿いて書を読む姿が埋め込まれている。
碑を左右から囲むように発起人並発起人黨賛助者氏名がいろは順で左から右へ明記されている。その数は88名を数え、政財界や陸海軍の要人、大阪や関西を中心にした錚々たる名士が参加している。

## 碑文

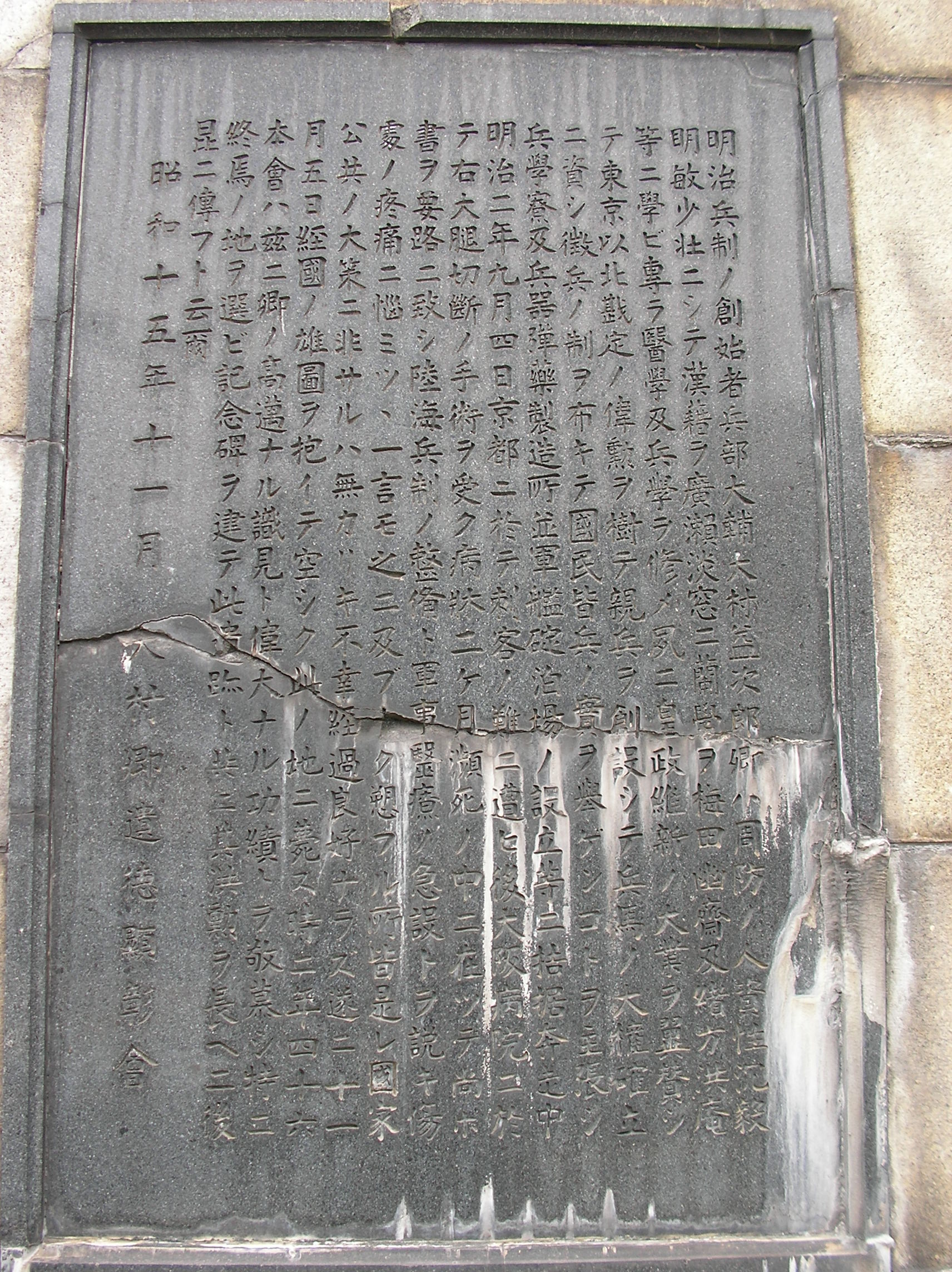
左側の碑文

### 発起人並びに発起人兼賛助者氏名
| 左側                                         | 右側                                       |
| -------------------------------------------- | ------------------------------------------ |
| 伊藤文吉                                     | 中山隆吉（南海電鉄）                       |
| 伊藤忠兵衛                                   | 半井 清                                    |
| 伊藤竹之助                                   | 南郷三郎                                   |
| 鑄谷正輔                                     | 村田省蔵                                   |
| 岩松義雄                                     | 村山長挙                                   |
| 稲畑勝太郎                                   | 野村徳七                                   |
| 今西與三郎（今西林三郎養子）                 | 久保田權四郎                               |
| 池田 清                                      | 栗本勇之助（栗本鐵工所創業者）             |
| 飯島 茂（元陸軍軍医総監）                    | 熊谷敬一                                   |
| 飯田直次郎（高島屋社長）                     | 楠本長三郎                                 |
| 井上清介                                     | 麻殖生徳次郎（大阪粉商工同業組合長）       |
| 六角三郎（大阪鉄工所社長）                   | 松井石根                                   |
| 畑俊六                                       | 松岡洋右                                   |
| 林銑十郎                                     | 松下幸之助                                 |
| 濱崎照通（大阪機械製作所取締役）             | 前田松苗（日本赤十字社大阪支社、医師）     |
| 堀啓次郎                                     | 鴻池善右衛門                               |
| 東條英機                                     | 小林一三                                   |
| 鳥井進治郎                                   | 小寺源吾                                   |
| 小倉正恆                                     | 高津久右衛門                               |
| 小畑源之助（日本ペイント社長）               | 駒井徳三                                   |
| 小野義夫                                     | 江崎政忠（大井川電力取締役）               |
| 緒方銈次郎（緒方医院内科部長、大阪府會議員） | 江崎利一                                   |
| 種田虎雄                                     | 寺内壽一                                   |
| 大島健一                                     | 寺田甚吉                                   |
| 大林義雄                                     | 安宅彌吉                                   |
| 岡田永太郎（大阪商船）                       | 荒木貞夫                                   |
| 奥 信一（海軍少将）                          | 有田邦敬（元大阪市助役、京阪電気鉄道社長） |
| 奥村信太郎                                   | 佐藤博夫                                   |
| 及川古志郎                                   | 佐竹三吾                                   |
| 河田嗣郎                                     | 佐多愛彦                                   |
| 片岡 安                                      | 里見純吉                                   |
| 田中太介（田中車輌）                         | 坂間棟治                                   |
| 谷 壽夫                                      | 三宅俊雄                                   |
| 高橋三吉                                     | 南 次郎                                    |
| 髙碕達之助（東洋製罐）                       | 庄司乙吉                                   |
| 建川美次                                     | 菱刈 隆                                    |
| 竹中藤右衛門                                 | 平松憲夫（阪和電鉄社長）                   |
| 津田信吾                                     | 森平兵衛                                   |
| 成瀬 達                                      | 森信敬ニ（山口銀行取締役）                 |
| 中根貞彦                                     | 森下 博                                    |
| 中山太一                                     | 末次信正                                   |
| 中山悦治                                     | 杉山 元                                    |
|                                              | 杉 道助                                    |
|                                              | 三邊長治                                   |
|                                              | 原 五郎                                    |

## 周辺の施設
国立病院機構大阪医療センター、難波宮跡、大阪歴史博物館、ＮＨＫ大阪放送局、大阪家庭裁判所

## アクセス
大阪メトロ谷町線谷町六丁目駅より徒歩6分、谷町四丁目駅より徒歩10分